# إبراهيم بن عبد الجليل التبريزي
إبراهيم بن عبد الجليل التبريزي الحائري (؟-عقد 1250 هـ/ 1830 م) فقيه جعفري إيراني من أهل القرن الثالث عشر الهجري. ولد في تبريز ودرس في أصفهان. عيّن كاتبًا لقائم مقام تبريز القاجاري. ثم سافر إلى العراق وتتلمذ على أحمد بن زين الدين الأحسائي وكاظم الرشتي. له عديد من المؤلفات في الفقه وموضوعات شتى. تاريخ ميلاده ووفاته غير معلوم.

## سيرته
ولد في تبريز وأقام في أصفهان، ودرس على علمائها. لما عاد إلى تبريز تولّى الكتابة لقائمقام تبريز، فعرف بـسِبَه سالار. ثم ذهب إلى العراق ودرس العلوم الدينية وبرز في العقليات والفقه والحديث، ثم اتصل بأحمد بن زين الدين الأحسائي فتتلمذ عليه، وصرح الأحسائي نفسه في بعض مصنفاته أنه قرأ عليه كتابي الصلاة والصوم استدلالًا، وبعد وفاة الأحسائي تتلمذ على كاظم الرشتي في كربلاء، وكان هو شديد الإكبار لهما. وكان مدرّسًا فيها على طريقتهما، التي عرفت بالشيخية.

كان ماهراً في العربية والفارسية، شاعراً مقلاً، له يد في علم الكلام والنجوم والحديث والأخلاق. قال عنه محسن الأمين في أعيان الشيعة «وكان ماهرا في الكتابة العربية والفارسية نظما ونثرا له ذهن صاف وطبع مائل إلى الإنصاف وله يد في علم النجوم والكلام والحديث والمعاني والبيان وله شعر قليل وقال عن نفسه في بعض ما كتبه انه اشتغل في العتبات العاليات بالتعلم والتعليم والتآليف والتصنيف وألف كتابا باسم محمد شاة القاجاري سماه حقائق العلوم ولما فرع منه امره بتدوين الوقائع فألف في ذلك كتابا سماه ماثر سلطاني المآثر السلطانية أوله: الحمد لله الذي خلق الاصباح في مشرق الأزل وخلق الأرواح من مشرع لم يزل. وابتدأ الكتاب المذكور بسفر هراة وفتحها».

## مؤلفاته
- شرح حياة النفس، شرح حياة النفس في حضرة القدس.
- تحفة الملوك في علم السلوك: ألفه في 1247 هـ/ 1831م و اشتمل على أربعة أركان وخاتمة. الركن الأول: في تزكية النفس، والثاني: فيما يتعلق بالخاصة، والثالث: فيما يتعلق بالأخيار، والرابع: فيما يتعلق بالعامة. ضمت الخاتمة أحاديث عن السير والسلوك. استشهد بآيات وأحاديث كثيرة.
- الصوم والصلاة، بالعربية.
- أركان ثلاثة،: مجموعة مقالات، الأولى في الأصول الاعتقادية مع بحث تفصيلي للإمامة، والثانية في علم الطريقة ومعرفة النفس وتزكيتها، والثالثة في علم الشريعة.
- أصول العقائد، بالعربية.
- تزكية النفس، بالعربية.
- حقائق الشريعة، بالعربية.
- حقائق العلوم، بالعربية.
- دعوات، بالعربية في أدعية.
- مناسك الحج، بالفارسية.
- لطائف العالمين وتحائف العالمين: أربعة مقالات في: معرفة الله وتوحيده وعدله وسائر صفاته، سر الخليقة وبيان العوالم، الولاية والنبوة، بيان حقيقة الإنسان وسيره في العوالم وتطبيق العالمين وبيان الإنسان الفلسفي.
- مآثر سلطاني، بالفارسية: تاريخ محمد شاه القاجاري وحروبه. كتبه بأمره وبدأ بواقعة فتح قندهار. ألفه سنة 1251 ه‍/ 1835م.
- أصول وفروع دين، بالفارسية: بحث عن أصول الدين وفروعه بأسلوب استدلالي في الأصول، مع شرح لحديث كميل..